# M18A1 Claymore
Pour les articles homonymes, voir Claymore et M18.
La M18A1 Claymore est une mine antipersonnel utilisée par les forces armées des États-Unis depuis 1960. Son nom de Claymore, venant de l'épée à deux mains écossaise, lui fut donné par son inventeur, Norman A. MacLeod. Elle est utilisée principalement dans les embuscades et comme moyen de parer à l'infiltration de l'infanterie ennemie. Elle peut également être utilisée contre des véhicules non blindés.

## Caractéristiques
Sa conception a débuté durant la guerre de Corée (1950-1953). En collaboration avec son équipe, MacLeod produit un premier prototype : une mine transportable pour le Corps des Marines des États-Unis (USMC). D’une dimension d’environ 25 par 8 centimètres, il renferme près de 300 grammes de C-3. Les projectiles sont des cubes d’acier de 6 millimètres de côté pour une masse de 0,8 gramme chacun. Au nombre de 700, assemblés en une seule couche contre la nappe d’explosif, ils ne sont pas engoncés dans une matrice et ne proposent qu’une qualité aérodynamique médiocre. Baptisées T48 Claymore par l’ingénieur, l’armée les nomme M18 Claymore et les déploie sur le terrain. Ces premières mines à effet dirigé américaines, d’une masse d’environ 1,5 kg, sont efficaces jusqu’à une distance de 30 mètres dans le meilleur des cas. En cause, l’aérodynamisme des cubes d’acier est peu satisfaisant, au même titre que la pénétration et la dispersion des projectiles, mais MacLeod persiste dans l’utilisation de cubes car ils s’assemblent facilement en une nappe frontale, devant l’explosif, et cherche à améliorer l’effet du souffle de l’explosion en confinant les projectiles derrière une matrice.
La Claymore utilise l'effet Misznay-Schardin. Elle envoie environ 700 billes d'acier sur une distance d'environ 100 mètres, sur un arc de 60° dans la direction de l'avant de l'engin et à une vitesse de 1 200 m/s.
Elle peut être activée grâce à un détonateur électrique à distance mais également grâce à un fil tendu. Le corps de la mine est en plastique, il intègre un viseur rudimentaire qui permet de déterminer où la charge explosive sera dirigée. Conçu pour être très facile d'utilisation, il y est inscrit la phrase « Front toward enemy » - « Le devant vers l'ennemi ».
En 2002, le stock de Claymore dans l'arsenal des États-Unis était de 403 096 unités. Elle est en cours de remplacement par des mines plus modernes. Elle fut largement exportée et une quinzaine de pays en ont fabriqué des copies, avec ou sans licence. On compte près de 80 versions et copies nationales.